# پروس
پروس یا پروسیا (پروسی قدیم: Prūsa، (به آلمانی: Preußen) تلفظ آلمانی: [/ˈpʁɔɪ̯sn̩/]، (به لهستانی: Prusy)) در ابتدا منطقهٔ سکونت قوم بالتی غربی به نام پروس‌ها بوده‌است. بعدها یکی از کشورهای شوالیه‌های آلمانی شد و از سدهٔ شانزده میلادی، توسط یک دوک‌نشین از دودمان هوهن‌تسولرن، که در آغاز تحت سلطهٔ فئودالیِ پادشاهی لهستان و سپس امپراتوری سوئد بود، اداره می‌شد. در سال ۱۷۰۱ میلادی در دوران فریدریش سوم، دوک پروس به پادشاهی مستقلی تبدیل شد.
بین سال‌های ۱۸۶۷ تا ۱۸۷۱ میلادی به‌صورت بخشی از کنفدراسیون آلمان شمالی اداره می‌شد و بین سال‌های ۱۸۷۱ تا ۱۹۱۸ جزئی از امپراتوری آلمان و از ۱۹۱۸ تا ۱۹۴۵ میلادی به یکی از ایالت‌های جمهوری وایمار و آلمان نازی تبدیل گردید.

## پیش‌گفتار
پروس در آغاز منطقه کوچکی بود که شاملِ شمال لهستان، استان کالینینگراد روسیه و قسمت‌هایی از لیتوانی امروزی می‌شد. سرزمین‌های پروس بعدها به ایالت‌های پروس خاوری و پروس باختری در کنفدراسیون آلمان شمالی تقسیم شد. مردمان بومی آن را پروسی‌ها تشکیل می‌دادند، ولی بعدها آلمانی‌ها به این سرزمین مهاجرت کردند. از سال ۱۴۶۶ میلادی این مناطق بین پادشاه لهستان و دوک‌نشینِ هوهنتسولرن پروس تقسیم شده‌بود. در قرن ۱۸ میلادی، نام پروس برای تمام مناطق تحت حکومت هوهنتسولرن‌ها استفاده می‌شد، حتی برای آن‌هایی که تکّه‌ای از امپراتوری مقدس روم بودند. بعد از سال ۱۸۶۶ میلادی، گستردگیِ این پادشاهی تقریباً به تمامی آلمانِ شمالی می‌رسید و به این ترتیب حدود دو سوم امپراتوری آلمان را در بر می‌گرفت. پایتخت و مرکز حکومت آن با گذشت زمان کالینینگراد (آلمانی: Königsberg)، برلین و پوتسدام بود.
پروس بزرگ‌ترین شکوفاییِ خود را در قرن ۱۸ میلادی و در زمان سلطنت فریدریش دوم (معروف به فریدریش کبیر) به دست آورد هنگامی که به عنوان پنجمین قدرت بزرگ اروپا شناخته شد و همچنین در قرن ۱۹ میلادی هنگامی که اتو فون بیسمارک (آلمانی: Otto von Bismarck) به تشکیل امپراتوری آلمان اقدام کرد.

## تاریخ
برای تاریخ پروس تا قبل از تشکیل پادشاهی، به دوک‌نشین پروس مراجعه شود.

### آغاز پادشاهیِ پروس
استقلال پروس برای فریدریش سومِ براندنبورگ، که برای او بسیار خوشایند بود، این امکان را فراهم کرد تا پروس را به یک پادشاهی تبدیل کند و لقب پادشاه (آلمانی: König) را برای خود برگزیند. وی به این ترتیب ۱۸ ژانویه ۱۷۰۱ در کونیگسبرگ با رضایت امپراتور رومیِ آلمان، خود را با نام فریدریش یکم و نخستین «پادشاه پروس» تاجگذاری کرد. این لقب، از این رو دلالت بر تمام مناطق پروس می‌کرد، زیرا که به خصوص، غرب این منطقه هنوز تحت سلطه لهستان قرار داشت.
فرزند فریدریش یکم که فریدریش ویلهلم یکم (۱۷۱۳–۱۷۴۰) نام داشت، نسبت به پدرش صرفه‌جوتر بود تا جلال و شکوه خواه، او خالقِ راستینِ سیستمِ اداریِ پروس و همچنین ارتش پروس است که به عنوان یکی از نیرومندترین ارتش‌هایِ اروپای آن زمان شناخته شده‌است.
در ۳۱ مه ۱۷۴۰، فریدریش دوم بر تخت شاهی نشست، که در اولین سال‌های حکومتش به سیلزیا لشکرکشی کرد. فریدریشِ دوم توانست در سه جنگ‌های سیلزی (۱۷۴۰–۱۷۶۳) پی‌درپی، فتوحات خود را مقابل اتریش، به اثبات برساند و حتی در آخرینِ آن در مقابل ائتلافی از سه قدرت بزرگ، اتریش، امپراتوری روسیه و پادشاهی فرانسه.
فریدریش بزرگ در ۴۸ سال حکومتِ خود، شکنجه را لغو کرد و سیستم مدرسه‌ای را به اجرا درآورد. وی یک سیستم حقوقی در کل پروس خلق کرد و خواهان آزادی همه ادیان شد.
فریدریش بزرگ همچنین به همراه روسیه و اتریش، در سال ۱۷۷۲، به اولین تقسیم لهستان پرداخت و پروس غربی را صاحب شد. سیاست وی در مقابل لهستان، زمان فریدریش ویلهلم دوم (۱۷۸۶–۱۷۹۷) ادامه پیدا کرد، طوری‌که با دومین و سومین تقسیم لهستان (۱۷۹۳ و ۱۷۹۷)، پهناوری پروس حتی به ورشو نیز رسید.

### انقلاب مارسو اصلاحات
در زمان سلطنت فریدریش ویلهلم سوم (۱۷۹۷–۱۸۴۰) پروس در جنگ ائتلاف نخست، ضد فرانسهً انقلابی شرکت داشت و در نبرد جنا و اوراشتات، شکست سختی از نیروهای ناپلئون یکم خورد. طوری‌که خانوادهً سلطنتی برای مدتی به ممل رفت و بر طبق پیمان تیلسیت، پروس نیمی از خاک خود را از دست داد و مجبور شد به اتحاد با فرانسه تن دهد.
با شکست ناپلئون از روسیه، پروس قرارداد اتحاد خود را با فرانسه لغو کرد و در جنگی به نام جنگ آزادی، از سال ۱۸۱۳ در ائتلافی ضد فرانسوی شرکت کرد. نیروهای پروس، تحت اطاعتِ مارشال بلوشر، در پیروزی بر ناپلئون در نبرد واترلو سال ۱۸۱۵ نقش به‌سزایی داشتند.
فریدریش ویلهلم سوم ولی به وعده‌هایی که در زمان جنگ آزادی برای ایجاد یک قانون اساسی به ملتش داده‌بود، هرگز عمل نکرد. به جای آن، با تزار روسیه و امپراتور اتریش دست به اتحادی مقدس زد، که قصد آن سرکوب هرگونه دموکراسی‌خواهی در اروپا بود. در کنفرانس وین سال ۱۸۱۵، پروس تقریباً تمام مناطق از دست رفته‌اش را دوباره صاحب شد، البته همین‌طور، به‌علاوهً چندین مناطق دیگر. پروس همچنین عضو همبستگی آلمانی بود، که میان سال‌های ۱۸۱۵–۱۸۶۶، اعلام وجود کرده بود.
با روی کار آمدن فریدریش ویلهلم چهارم، نخست رؤیای رسیدن به لیبرالیسم و همچنین آلمانی یکپارچه دوباره زنده شد. این امید ولی بی‌دلیل بود، زیرا پادشاه به مدتی طولانی به خواسته‌های آزادی‌خواهان عمل نکرد. ابتدا با انقلاب مارس سال ۱۸۴۸، پادشاه مجبور شد، سر تعظیم مقابل انقلابیون فروآورد و برای نخستین بار شورایی کشوری برای پروس در برلین فراخواند. هم‌زمان نیز، انتخابات برای نخستین شورای ملی در کل آلمان، با نام پارلمان فرانکفورت به اجرا درآمد. یکپارچگی آلمان و دموکراسی ولی با شکست مواجه شد، هنگامی که فریدریش ویلهلم چهارم، تاج امپراتوری آلمان، تدارک دیده توسط پارلمان فرانکفورت را نپذیرفت. هم‌زمان نیروهای پروس نیز موفق شدند انقلاب را در جنوب آلمان سرکوب کنند.
در سال۱۸۶۱، ویلهلم یکم برادر فریدریش ویلهلم چهارم، که از سال ۱۸۵۸ حکومت را به جای برادر بیمارش دردست داشت، بر تخت پادشاهی نشست. ویلهلم یکم به همراه وزیر جنگش کنت رون، خواستار اصلاحات ارتش شد، که با مخالفت شورای کشوری پروس، روبرو شد. چون اعضای بیشتر شورای کشور را لیبرال‌ها تشکیل می‌دادند، این شورا حاضر به پرداخت بودجه لازم به پادشاه را نبود. کار این مجادله، حتی به مرز برکناری ویلهلم یکم از سلطنت نیز رسید. او برای تنها راه رهایی‌اش، تصمیم گرفت اتو فون بیسمارک را سال ۱۸۶۲ به عنوان نخست‌وزیر خود صدا زند، که شخصی ضد لیبرالیسم بود و خواستار حکومت مطلق پادشاه بر کل کشور شد. بیسمارک به این ترتیب، سال‌های طولانی ضد پارلمان و قانون اساسی، حکومت پروس را در دستانش داشت.

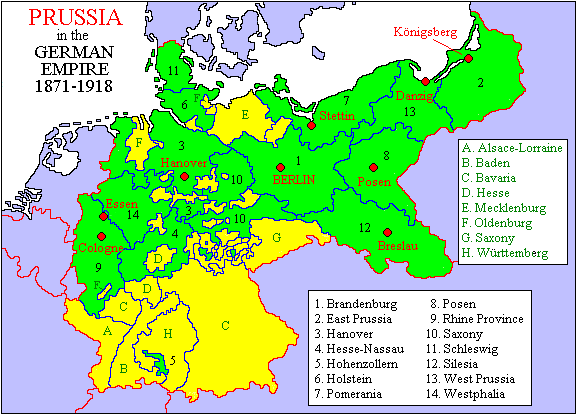
پروس در امپراتوری آلمان ۱۸۷۱–۱۹۱۸

از آنجایی که بیسمارک از این موضوع آگاه بود، که پادشاهی پروس تنها در سایه ملت آلمان امکان‌پذیر است، پروس را وارد سه جنگ پی در پی کرد، که برای ویلهلم یکم تاج امپراتوری آلمان را به ارمغان آوردند و به این ترتیب ویلهلم یکم، به عنوان نخستین امپراتور در تاریخ آلمان شناخته شد.
این جنگ‌ها در ضمن به ترتیب عبارت بودند از: جنگ پروس و دانمارک سال ۱۸۶۴
جنگ اتریش و پروس سال ۱۸۶۶
و سرانجام جنگ فرانسه و پروس سال ۱۸۷۰–۱۸۷۱

### ایالت آزاد و پایان پروس
پروس هم از لحاظ مساحت و هم از لحاظ اقتصادی، اصلی‌ترین کشورِ (ایالت) امپراتوری آلمان به حساب می‌آمد. پادشاه پروس هم‌زمان نیز امپراتور آلمان بود و نخست‌وزیر پروس هم هم‌زمان صدراعظم آلمان. البته این نخست‌وزیر یا بهتر صدراعظم، حتماً نمی‌بایست یک پروسی باشد.
از سال ۱۸۷۱، امپراتوری آلمان اعلام وجود کرد و بعد از ویلهلم یکم، به ترتیب، فریدریش سوم سال ۱۸۸۸ (تنها برای ۱۰۰ روز) و سپس ویلهلم دوم در همین سال، پادشاه پروس و امپراتور آلمان شدند. سیاست پروس و امپراتوری هم به‌این ترتیب، تا انقلاب نوامبر و سقوط امپراتوری آلمان در سال ۱۹۱۸، به یکدیگر گره‌خورده بود.
بعد از شکستِ آلمان در جنگ جهانی اول و منع شدن ویلهلم دوم از امپراتوری آلمان و پادشاهی پروس، ایالت آزاد (خودمختار) پروس نیز اعلام موجودیت کرد.
با قدرت‌گرفتن نازی‌ها در آلمان، هرمان گورینگ از طرف هیتلر، صدراعظم پروس شد. هیتلر از این رو می‌خواست، خودمختاری حاکم بر آلمان، در پروس و سایر ایالت‌ها را لغو کند و حکومتی متمرکز که از برلین فرمانروایی می‌شد، تشکیل دهد.
پس از جنگ جهانی دوم و تقسیم آلمان بین نیروهای متفقین، نام پروس از جغرافیای آلمان و جهان حذف می‌شود. شورای کنترل متفقین به‌این ترتیب بر طبق قانون ۴۶، ۲۵ فوریه ۱۹۴۵، خواهان پایان موجودیت ایالت پروس شد، چراکه پروس در این دیدگاه، به عنوان مسئول اصلی جنگ‌های جهانی (هم اول و هم دوم) شناخته شد، بدون اینکه در نظر گرفته شود که دست‌کم، ریشه‌های نازیسم در خارجِ پروس شکل گرفته‌اند، و قلب دموکراسی‌خواهیِ تمام آلمان، بارها در این منطقه تپیده‌است.

## یادداشت
1. ↑  سلطنت در سال ۱۹۱۸ میلادی لغو شد و در سال ۱۹۴۷ میلادی نیز، عنوان ایالت آلمان آن، لغو شد.
2. ↑  سلطنت در سال ۱۹۱۸ میلادی لغو شد و در سال ۱۹۴۷ میلادی نیز، عنوان ایالت آلمان آن، لغو شد.